# UBE2G1
UBE2G1‏ (Ubiquitin conjugating enzyme E2 G1) هوَ بروتين يُشَفر بواسطة جين UBE2G1 في الإنسان.

## الوظيفة
يعد تكيف البروتينات باستخدام يوبيكويتين آلية خلوية مهمة لاستهداف البروتينات غير الطبيعية أو قصيرة العمر للتحلل. يتضمن التواجد في كل مكان ثلاث فئات على الأقل من الإنزيمات: إنزيمات تنشيط يوبيكويتين، أو E1s، أو إنزيمات يوبيكويتين المقترنة، أو E2s، و ligases بروتين يوبيكويتين، أو E3s. يشفر هذا الجين عضوًا من عائلة إنزيم يوبيكويتين المترافق E2 ويحفز الارتباط التساهمي لليوبيكويتين بالبروتينات الأخرى. قد يكون البروتين سبباً في تحلل البروتينات الخاصة بالعضلات.